# Pierangelo Manzaroli
Pierangelo Manzaroli sanmarinski trener in nekdanji  nogometaš, * 25. marec 1969, Rimini.

## Življenjepis
Pierangelo se je rodil v kraju Rimini, ki ima 146.000 prebivalcev in leži skoraj 500 km jugozahodno od Ljubljane. V šestih letih profesionalne igralske kariere (1999-2005) je igral za 4 klube v San Marinu. Zbral je tudi 38 nastopov za San Marino(1991-2001). Svoj debitantski nastop je imel 13. oktobra 1991 v Sofiji proti Bolgariji na zadnji kvalifikacijski tekmi za EURO 1992. Dobro leto (2006) po koncu igralske kariere je začel svojo trenersko pot. Doslej je vodil 3 klube v San Marinu in selekcije U15, U21 in B reprezentanco nakar je 15.februarja 2014 prevzel selektorsko mesto San Marina. S tem je postal 5 selektor in je eden 15 reprezentantov z največ nastopi.

## Uspehi kot igralec
- Prvak San Marina ( 2 x )

SS Cosmos: 2000/2001
SS Pennarossa: 2003/2004
- Pokal San Marina ( 2 x )

SS Pennarossa: 2004 in 2005
- Superpokal San Marina ( 2 x )

SS Cosmos: 1999
Cailungo: 2002
SS Pennarossa: 2003